# Turritella attenuata
Turritella attenuata là một loài ốc biển, là động vật thân mềm chân bụng sống ở biển thuộc họ Turritellidae.